# Charles Frederick Hughes
Ne doit pas être confondu avec Chuck Hughes ou Charles Evans Hughes.
Pour les articles homonymes, voir Hughes.
Charles Frederick Hughes (né le 14 octobre 1866 et mort le 28 mai 1934) était un amiral de la Marine des États-unis qui a notamment servi comme chef des opérations navales.

## Biographie
Charles Frederick Hughes est né le 14 octobre 1866 à Bath (Maine). Il est diplômé de l'académie navale d'Annapolis en 1866 et sert en mer durant plus de dix ans, développant une expertise en sondage en eaux profondes. Durant la guerre hispano-américaine, Hughes participe au bombardement de Manille depuis le monitor USS Monterey (en), avec l'Asiatic Squadron, avant de prendre part à la bataille de la baie de Manille à bord de l'USS Concord (en). Jusqu'en décembre 1911, il mène diverses missions à terre et en mer : hydrographie, instruction en torpilles ainsi qu'un séjour au Bureau of Equipment. C'est à cette date qu'il reçoit son premier commandement, l'USS Birmingham ; après le naufrage du Titanic, il prend part à la première patrouille des glaces.
Hughes commande ensuite le cuirassé USS New York, faisant partie de l'escadre américaine qui rejoint la Grand Fleet britannique lors de la Première Guerre mondiale. Promu rear admiral après la guerre, il se voit confier de le commandement de flottes de plus en plus importantes ; il fréquente brièvement le Naval War College et est directeur de l'entraînement de la Flotte dans l'équipe du chef des opérations navales. Amiral quatre étoiles, il assure le commandement de la Flotte des États-Unis à partir du 4 septembre 1926 avant d'être nommé chef des Opérations navales l'année suivante.
L'amiral Hughes prend sa retraite le 1er novembre 1930, et meurt chez lui à Chevy Chase (Maryland) le 28 mai 1934 ; il est enterré au cimetière national d'Arlington.